# Walt Disney's The Jungle Book
Walt Disney's The Jungle Book is een computerspel dat werd ontwikkeld en uitgegeven door Virgin Interactive Entertainment voor Sega Master System in 1993. In 1994 volgden er conversies voor Sega Game Gear, Super NES en MS-DOS. Voor Gameboy en Nintendo Entertainment System werd het spel door Eurocom Developments uitgegeven. Het platformspel telt tien stages. De speler speelt Mowgli, die juwelen moet verzamelen om verder in het spel te komen. Mowgli ontmoet verschillende dieren, zoals slangen, apen, neushoorns en egels. Met fruit kan de levenskracht verhoogd worden. Elk tweede level eindigt met een eindbaas. Op het einde van het spel gaat Mowgli de confrontatie aan met de tijger Shere Khan.

## Platforms
| Jaar | Platform                                          |
| ---- | ------------------------------------------------- |
| 1994 | Sega Mega Drive, Windows 3.x, Game Boy, NES, SNES |
| 1995 | DOS, Windows                                      |

## Spelbesturing
Mowgli beweegt zich in een side-scrolling speelveld waarbij hij op diverse platformen moet springen of slingeren via lianen. Mowgli heeft bij start van het spel enkel bananen als afweermiddel om de vijanden uit te schakelen. Verder in het spel kan hij zich tijdelijk onzichtbaar maken of krijgt hij kokosnoten, dubbele bananen en boomerang-bananen als extra wapens.
In elk level dient Mowgli een aantal diamanten te zoeken. Een level is afgelopen zodra dat aantal bereikt is.

## Ontvangst
| Beoordeeld door                 | Platform | Datum          | Score |
| ------------------------------- | -------- | -------------- | ----- |
| Consoles Plus                   | NES      | september 1994 | 80%   |
| Total! (Duitsland)              | Game Boy | april 1994     | 80%   |
| Total! (Duitsland)              | NES      | september 1994 | 75%   |
| GamePro (USA)                   | NES      | augustus 1994  | 70%   |
| Electronic Gaming Monthly (EGM) | NES      | juli 1994      | 68%   |